# Pont del Vilosell I
Pont del Vilosell I és un jaciment arqueològic de l'època del Paleolític al terme municipal de la Pobla de Cérvoles (Les Garrigues), inclòs a l'Inventari del Patrimoni Arqueològic i Paleontològic de Catalunya.
Es troba en un terreny erm envoltat per cobertura de bosc de pins, coscolls i sotabosc de matolls i arbusts. Situat en una balma murada al marge esquerre del riu Set, al nord de la confluència del barranc del mas d'en Peris amb aquesta vall.
S'ha interpretat com un abric d'habitació sense estructura.
Va ser descobert l'any 1970 per Salvador Vilaseca. L'abric es troba protegit per una paret de pedra seca que ha fet pensar que pogués servir com a cleda. Salvador Vilaseca va trobar algunes ascles de sílex lleugerament retocades. Però la visita de l'indret de 1984 i 2004 no ha permès confirmar l'existència del jaciment, ja que no s'ha trobat cap més material.